# Медилл, Джозеф
Джозеф Медилл (6 апреля 1823 — 16 марта 1899) — американский медиамагнат, издатель, политик; один из создателей и главный редактор Chicago Tribune, мэр Чикаго в 1871—1873 гг. Медилл также стоял у истоков холдинга Tribune Company.

## Биография
Джозеф Медилл родился в городе Сент-Джон, провинция Нью-Брансуик, Канада. В 1853 году основывает газету The Leader в Кливленде, штат Огайо. В 1854 году Медилл переезжает в Чикаго, выкупает долю в издании Chicago Tribune и становится его управляющим редактором. Под его руководством Tribune процветает, становясь самой покупаемой газетой Чикаго; сам Медилл до своей смерти в 1899 году остаётся главным редактором издания (за исключением периода с 1864 по 1873, когда должность редактора занимал Хорас Уайт).
На протяжении всех активных лет своей жизни Медилл поддерживает Республиканскую партию и политику аболиционизма. Выступая за отмену рабства, он последовательно поддерживает в Chicago Tribune во время президентских кампаний Авраама Линкольна, а затем Улисса Гранта.
В 1871 году Медилл становится мэром Чикаго и активно берётся за решение проблем, возникших в результате Великого чикагского пожара. Однако чрезвычайная интенсивность работы вскоре подрывает силы Медилла, и за 3,5 месяца до официального окончания срока он покидает свой пост и отправляется оздоровительную поездку по Европе.
Скончался в 1899 году, похоронен на кладбище «Грейсленд».

## Семья
У Медилла было две дочери — Кейт и Элинор. Элинор вышла замуж за журналиста Chicago Tribune, их дети впоследствии также успешно работали в этом издании. Вторая дочь, Кейт, стала женой дипломата Роберта Маккормика, племянника Сайруса Маккормика, основателя Chicago Times, друга Джозефа Медилла. Их сыновья, Джозеф Маккормик и Роберт Маккормик впоследствии были редакторами Chicago Tribune.

## Факты
- Джозеф Медилл стал основателем целой династии выдающихся деятелей в сфере сми: его внуками были основаны New York Daily News и Newsday, а также в разное время редактировались и издавались Washington Herald, Herald и Washington Times.
- Внук Медилла Роберт Маккормик руководил Chicago Tribune более пятидесяти лет.
- Одна из улиц Чикаго названа в его честь.
- Отделение журналистики Северо-Западного университета носит имя Медилла.
- Ежегодно Северо-Западный университет вручает «Медаль Медилла за отвагу в журналистике» с профилем Джозефа Медилла.